# سام تورنر (لاعب كرة قدم)
سام تورنر (بالإنجليزية: Sam Turner)‏ (30 أغسطس 1993 في المملكة المتحدة - ) هو لاعب كرة قدم بريطاني في مركز الظهير. لعب مع لينكولن سيتي أف سي وLincoln Moorlands Railway A.F.C. ‏ وÅnge IF ‏.

## وصلات خارجية
- سام تورنر (لاعب كرة قدم) على موقع قاعدة بيانات كرة القدم.إي يو (الإنجليزية)
- سام تورنر (لاعب كرة قدم) على موقع Soccerway.com (الإنجليزية)